# Kreator
Kreator est un groupe allemand de thrash metal, originaire d'Essen. Leur style musical est similaire à celui de Destruction et Sodom, les deux autres plus grands groupes du thrash metal allemand. Ces trois groupes sont souvent crédités pour avoir lancé le death metal, grâce à des éléments sonores qui aideront à l'émergence du genre. Le groupe est formé en 1982 sans nom, mais décide d'emprunter le nom de Tormentor en 1984. Ils jouent à l'origine du speed metal inspirés par Venom. Les chansons de Kreator débutent dans la veine du thrash metal tout en s'orientant metal industriel et gothique de 1992 à 1999, avant de revenir à leur son classique thrash metal.
Depuis sa création, Kreator a fait paraître 14 albums studio, deux EPs, un album live et trois compilations musicales. Le groupe fait paraître son premier album, Endless Pain, en 1985. Malgré la popularité modérée de leurs premiers albums, dont Pleasure to Kill (1986), aux États-Unis, Kreator ne parvient au succès commercial qu'à partir de 2009 lors de la parution de son douzième album, Hordes of Chaos, qui atteint la 165e place du classement Billboard 200 et qui débute 16e aux Media Control Charts, la plus haute place du groupe dans ce classement. En juin 2012, Kreator fait paraître son treizième album, Phantom Antichrist, qui a bien été reçu par la presse spécialisée.

## Biographie

### Formation et premières parutions (1982–1986)
Le groupe se forme sous le nom de Tyrant en 1982 à Essen. Le line-up original se compose du chanteur et guitariste Mille Petrozza, du batteur Jürgen « Ventor » Reil, et du bassiste Rob Fioretti. Ils changent peu de temps leur nom pour Tormentor et font paraître deux démos. Ils changent encore une fois de nom, mais cette fois définitivement pour Kreator, et signent au label Noise Records en 1985. Ce nouveau changement est dû au fait que le label avait déjà signé avec un autre groupe qui se nommait Tormentor. Kreator fait paraître son premier album, Endless Pain, composé en à peine 10 jours. Le groupe engage le futur guitariste de Sodom, Michael Wulf, pour la tournée promotionnelle de l'album. Wulf, membre du groupe depuis un certain temps, ne participe cependant pas à l'enregistrement de l'album Pleasure to Kill en 1986. Un nouveau guitariste, Jörg « Tritze » Trzebiatowski, se joint au groupe et participe à l'album, qui est largement considéré comme un classique thrash,, et une grosse influence pour la scène death metal,,. Produit par Harris Johns (Helloween, Voivod), l'album montre la capacité musicale technique et talentueuse du groupe. Le groupe fait ensuite paraître un EP du nom de Flag of Hate.

### Popularité grandissante (1987–1991)
En 1987, Kreator fait paraître un troisième album, Terrible Certainty, souvent considéré comme un album Kreator de grande qualité de par son arrangement sonore, sa complexité, et sa variation des tempi. L'album présente un titre à succès, Behind the Mirror ; la popularité du groupe commençant à s'étendre, un vidéoclip pour le titre Toxic Trace est tournée pour une diffusion sur MTV. Ils parviennent à trouver suffisamment de temps et d'argent (grâce à leurs concerts) pour financer un nouvel EP, Out of the Dark ... Into the Light. Le label indépendant allemand Noise Records conclut un accord avec le label Epic Records pour une distribution des produits Kreator dans les pays en dehors de l'Europe et au Japon en 1988. Leur quatrième album chez Epic Extreme Aggression, enregistré à Los Angeles, devient un véritable succès en Europe dès sa parution en 1989. En continuant dans la veine de Terrible Certainty , l'album présente les titres principaux du groupe, dont Extreme Aggression, qui, grâce à des vidéoclips obtiennent un succès fou au Headbangers Ball sur MTV. Ils participent à une tournée aux côtés de Suicidal Tendencies, ce qui accroit considérablement leur popularité en Europe.
En 1989, le réalisateur allemand Thomas Schadt crée un documentaire sur Kreator (inspiré de l'aspect social du heavy metal dans la Ruhr) intitulé Thrash Altenessen. Tritze quitte Kreator après la parution de l'album Extreme Aggression. En 1990, avec l'arrivée du nouveau guitariste Frank Blackfire Gosdzik (également de Sodom), le groupe fait paraître Coma of Souls. L'album n'est pas aussi bien accueilli par rapport aux précédents albums du groupe mais maintient malgré tout leur popularité avec les When the Sun Burns Red et People of the Lie.

### Expérimentation (1991–2000)
Un déclin de popularité du thrash metal traditionnel se fait sentir au début des années 1990. Avec des groupes tels que Metallica et Anthrax qui changent leur son pour une approche plus commerciale, Kreator préfère expérimenter dans les sonorités orientées death metal et metal industriel à cette même période. Ce résultat paraît sous le titre de Renewal en 1992, qui s'oriente principalement heavy death metal et industriel. Tandis que le groupe parvient à attirer un nouveau public, les anciens fans du groupe se lassent et l'accusent de tenter une approche trop commerciale,.
Plus tard, Roberto Fioretti quitte le groupe après l'enregistrement de l'album pour passer plus de temps avec sa famille, et se voit remplacer par Andreas Herz. En 1994, Reil quitte le groupe, et Petrozza reste le seul membre du line-up original. Reil est remplacé par Joe Cangelosi. Herz part en 1995 et est remplacé par Christian Giesler, à la même période durant laquelle leur label Epic Records décide de rompre leur contrat. Désormais au label G.U.N. Records, le nouveau line-up fait paraître l'album Cause for Conflict.
Gosdzik et Cangelosi quittent le groupe en 1996 et sont remplacés par Tommy Vetterli (ancien membre du groupe Coroner) et, par Jürgen Reil. Le groupe continue dans l'expérimentation sonore puis fait paraître Outcast et Endorama, principalement influencé par le goth et l'ambient. Les ventes déclinent, puis fin des années 1990 le succès commercial et critique du groupe s'efface peu à peu. Le chanteur Mille Petrozza explique ne pas s'en soucier : « Pour nous, le succès n'a pas d'importance. Ce qui compte à nos yeux, ce sont nos albums car nous avons atteint les buts que nous nous sommes fixés. »

### Retour au style initial (2001–2009)

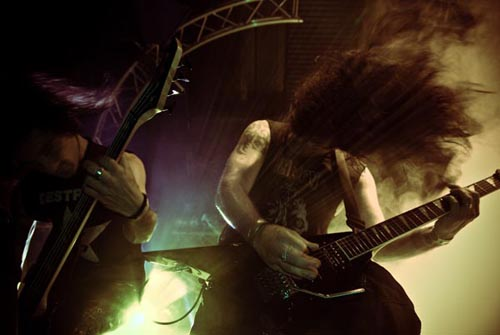
Kreator sur scène, au Hole in the Sky en 2007.

En 2001, avec l'arrivée du nouveau guitariste Sami Yli-Sirniö, Kreator fait paraître son album « comeback » Violent Revolution, qui présente le style initial thrash metal du groupe. Bien que très mélodique, il est très bien accueilli par les fans et la presse spécialisées,,,. La tournée promotionnelle est un véritable succès et intronise Kreator à une nouvelle génération de fans de metal. Yli-Sirniö, résidant en Allemagne et connu comme un excellent guitariste, le groupe décide de l'engager. Un album live, Live Kreation et un DVD live Live Kreation: Revisioned Glory est commercialisé en 2003, en plus d'un nouvel album Enemy of God en 2005. Cet album est plus tard réédité en édition spéciale en 2006 intitulée Enemy of God: Revisited. Au début de 2006, Kreator participe à une tournée nord-américaine avec Napalm Death, A Perfect Murder, et The Undying. Kreator part en tournée en 2008 avec King Diamond, Leaves Eyes, et Cellador, cependant, la tournée est annulée à cause des problèmes de dos de King Diamond.
En mars 2008, le DVD At the Pulse of Kapitulation est commercialisé avec les soirées Live in East Berlin et Hallucinative Comas sur un seul disque. Le groupe entame ensuite son douzième album fin 2007/début 2008, puis commence les enregistrements en juillet 2008. L'album, intitulé Hordes of Chaos, est achevé fin août, et commercialisé en janvier 2009. Le 23 janvier 2009, le groupe commence sa tournée Chaos Over Europe à Tilbourg (aux Pays-Bas) avec Caliban, Eluveitie et Emergency Gate. En avril 2009, le groupe embarque pour une tournée nord-américaine avec Exodus, Belphegor, Warbringer, et Epicurean. Fin 2009, Reil quitte momentanément le groupe à cause de problèmes personnels, et Marco Minnemann prend sa place.

### Derniers événements (depuis 2010)

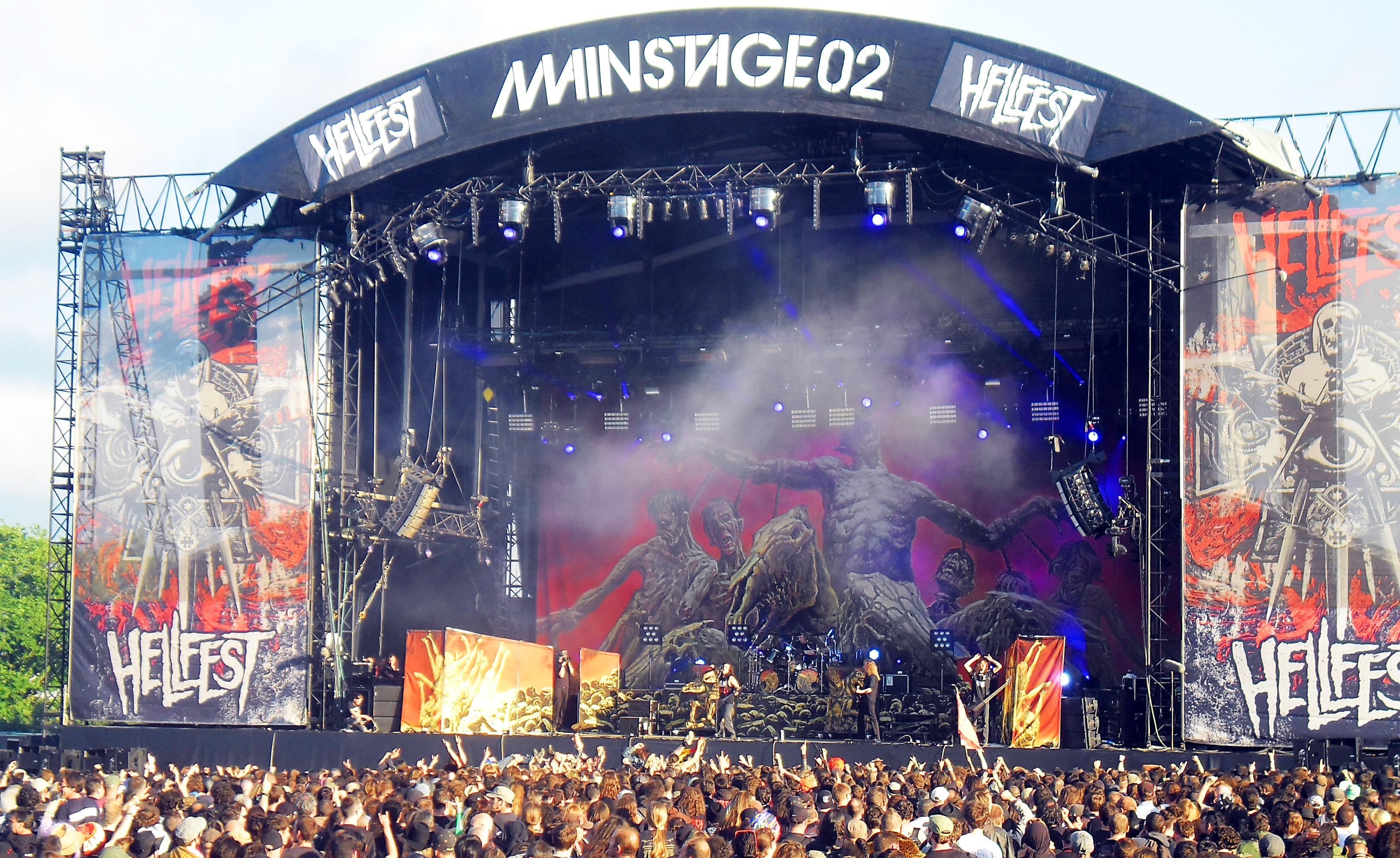
Kreator au Hellfest 2013

Kreator signe au label Nuclear Blast au début de 2010, avant d'embarquer dans une tournée nord-américaine pour célébrer leur 25e anniversaire. Une tournée européenne avec Exodus, Death Angel et Suicidal Angels, appelée Thrashfest, se déroule fin 2010. Le 1er juin 2012, le groupe fait paraître son treizième album, intitulé Phantom Antichrist. Kreator se présentera à 23 dates de tournée au printemps la même année avec Accept. La tournée est appelée Teutonic Terror Attack 2012 Tour, et le groupe participe en soutien à Swallow the Sun. En novembre 2013, Mille Petrozza explique l'intention du groupe de créer un nouvel album après la tournée Phantom Antichrist. L'album ne devrait pas être commercialisé avant 2016.

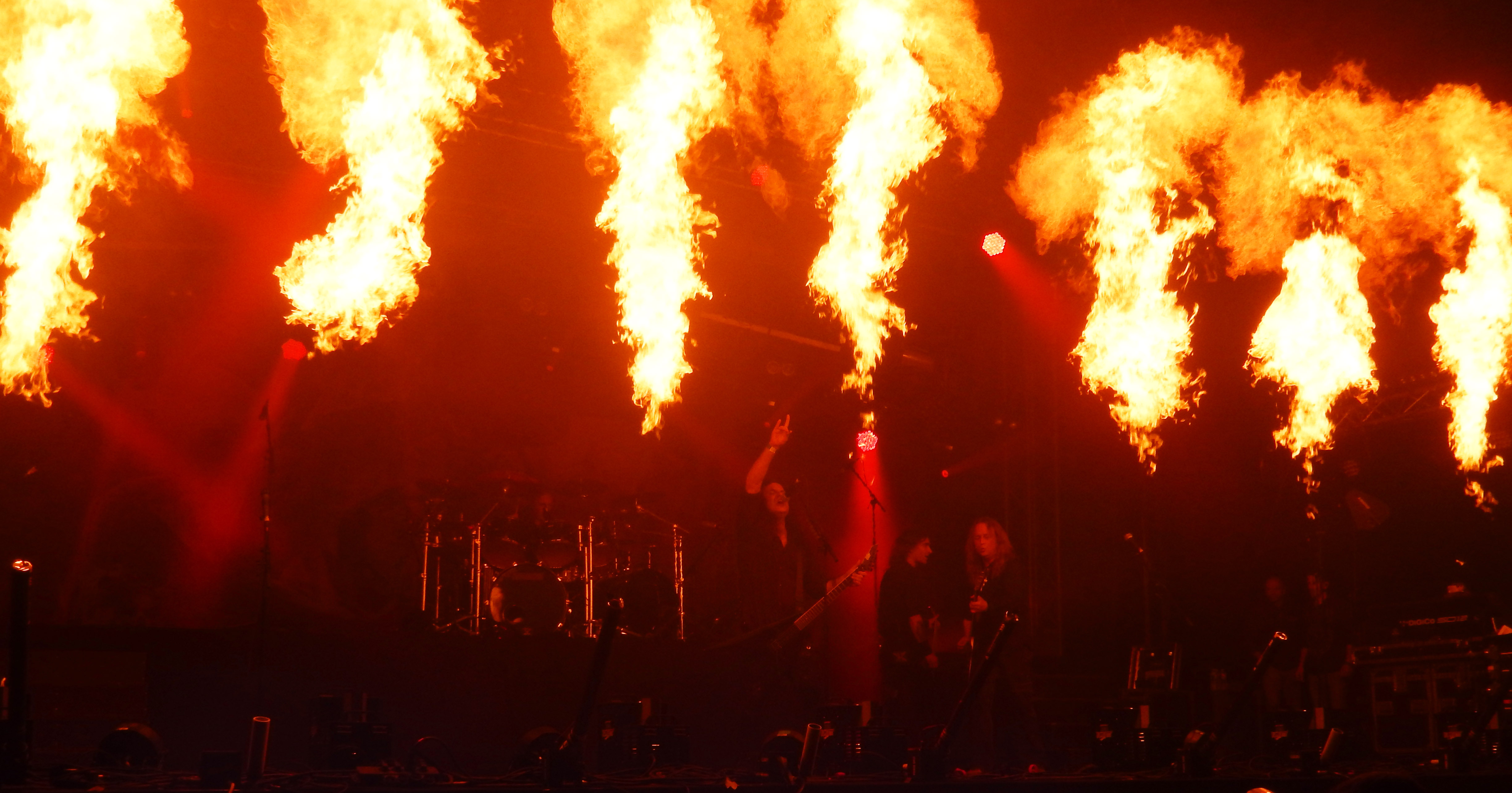
Kreator au Motocultor en 2017.

Le 28 octobre 2016, le groupe annonce la sortie de l'album Gods of Violence pour Janvier 2017. Celui-ci sort le 27 janvier 2017 et est accompagné de clips pour les titres Satan is Real, Totalitarian Terror et Gods of Violence.
L'album "Pleasure to Kill" et son morceau éponyme apparaissent et occupent une place dans l'intrigue de la série allemande "Dark". 
Le 16 septembre 2019, Frédéric Leclercq, ancien bassiste de Dragon Force, devient officiellement le bassiste de Kreator. 
Le 10 juin 2022, Kreator sort son 15ème album Hate Über Alles constitué de 11 titres. Il a été produit par Arthur Rizk au Hansa Studio à Berlin et la pochette est signée Eliran Kantor. Il est publié en Europe par Nuclear Blast Records. Cette sortie s'accompagne de 3 clips vidéos : Häte Uber Alles, Strongest of the strong, Midnight Sun (feat. Sofia Portanet). 

## Récompenses
- 2017 : l'album Gods of Violence est élu 2e meilleur album de l'année par les auditeurs/lecteurs et rédaction de La Grosse Radio[30]

## Membres

### Membres actuels
- Miland « Mille » Petrozza – chant, guitare (depuis 1982)
- Frédéric Leclercq - basse (depuis 2019)
- Jürgen « Ventor » Reil – batterie, chant (1982–1994, depuis 1996)
- Sami Yli-Sirniö – guitare (depuis 2001)

### Anciens membres
- Roberto « Rob » Fioretti – basse (1982–1992)
- Jörg « Tritze » Trzebiatowski – guitare (1986–1989)
- Frank « Blackfire » Gosdzik – guitare (1989–1996)
- Andreas Herz – basse (1992–1994)
- Joe Cangelosi – batterie (1994–1996)
- Tommy Vetterli – guitare (1996–2001)
- Christian « Speesy » Giesler – basse (1994-2019)

### Membres en concert
- Michael Wulf – guitare (1986)
- Bogusz Rutkiewicz – basse (1988)
- Marco Minnemann – batterie (2009)

## Discographie

### Albums studio
- 1985 : Endless Pain
- 1986 : Pleasure to Kill
- 1987 : Terrible Certainty
- 1989 : Extreme Agression
- 1990 : Coma of Souls
- 1992 : Renewal
- 1995 : Cause for Conflict
- 1997 : Outcast
- 1999 : Endorama
- 2001 : Violent Revolution
- 2005 : Enemy of God
- 2009 : Hordes of Chaos
- 2012 : Phantom Antichrist
- 2017 : Gods of Violence
- 2022 : Hate Über Alles

### Autres productions
- 1983 : Blitzkrieg
- 1984 : End of the World
- 1988 : Out of the Dark... Into the Light
- 1989 : We Give You Pain (Live in Berlin)
- 1996 : Scenarios of Violence
- 1999 : Voice of Transgression
- 2000 : Past Life Trauma
- 2002 : Tribute to Kreator
- 2003 : Live Kreation
- 2013 : Dying Alive
- 2016 : Love Us or Hate Us (Compilation 1985-1992, 2CD)
- 2020 : London apocalypticon - Live at the Roundhouse
- 2021 : Under The Guillotine (Compilation)

## DVD
- Live Kreation : Revisioned Glory (2003)
- Enemy of God Revisited (2006)
- At The Pulse Of Kapitulation (2008) qui est une réédition de la vidéo Live in East Berlin, l’album du live sur cd, ainsi qu’une autre vidéo de la période de Coma of Soul nommé : Hallucinate Comas regroupant plusieurs clips du groupe avec mise en forme cinématographique et un live du titre Agents of Brutality.
- Dying Alive (2013)